# Francesco Becchetti
Francesco Becchetti (Roma, 8 agosto 1966) è un imprenditore italiano, ex presidente della squadra di calcio inglese del Leyton Orient Football Club.
In passato è stato amministratore delegato della Roma Volley e dell'emittente televisiva italo-albanese Agon Channel.

## Biografia
Becchetti opera nel settore dei rifiuti. Azionista della Becchetti Energy Group, società di famiglia che si occupa di energie rinnovabili, negli anni Novanta sbarca in Albania per la costruzione di una centrale idroelettrica, nel sud del Paese, dove riesce a ottenere una concessione, insieme a EnelPower, con cui inizia un contenzioso nel 2000. Nel 2007, coinvolge nel progetto della centrale di Kalivac la Deutsche Bank ma l'accordo non va a buon fine.

### Piaggio Roma Volley
A fine anni Novanta è amministratore delegato della Piaggio Roma Volley con cui vince lo scudetto nel 1999-2000, anno del Giubileo, con record di pubblico al PalaEur (oltre 15.000 persone).

### Agon Channel
Nel 2013, fonda il canale televisivo albanese Agon Channel con un investimento di 40 milioni di euro e, dalla fine del 2014, trasmette anche in Italia. Il 10 ottobre 2015 il canale viene oscurato in Albania dal governo per il mancato pagamento delle forniture di energia elettrica mentre è rimasto attivo in Italia fino alla chiusura anche della versione italiana il 13 novembre 2015.. Venne avviata una causa contro Becchetti e soci, dal governo albanese, che nel 2023 è arrivata al termine con la pronuncia contraria rispetto alla colpevolezza di Becchetti e quindi con l'obbligo per l'Albania di dover risarcire l'imprenditore italiano e i soci per un corrispettivo di oltre 120 milioni di euro (cifra che equivale a circa il 0,75% del PIL della nazione balcanica).

### Leyton Orient FC
Nel 2014 acquista il Leyton Orient, allora militante nella terza divisione inglese e seconda società calcistica più antica della città di Londra, sulla base di un accordo di 4 milioni di sterline.

## Procedimenti giudiziari
L'8 giugno 2015 viene accusato dalla procura albanese di riciclaggio e falso in documentazione. Viene emesso un mandato d'arresto nei suoi confronti.